# Andy mein Freund
«Andy mein Freund» es una canción interpretada por la cantante alemana Sandra cuando aún contaba con 14 años de edad. Se publicó en disco sencillo en agosto de 1976, acreditado a su nombre real de Sandra Ann bajo el sello discográfico de la compañía química alemana BASF. 
La canción, publicada solo en la entonces Alemania Occidental, no captó la atención popular y tampoco entró en las listas musicales, por lo que obligó a la joven Sandra a retirarse de la escena musical por algún tiempo.

## Trasfondo
A los 13 años, Sandra estuvo visitando una competición en Saarbrücken llamado Festival de las Jóvenes Estrellas, en donde se estaba realizando un reconocimiento de nuevos talentos para la industria musical. Acudió allí no como participante, sino como parte del público. Existen dos versiones de lo que allí ocurrió.
La versión oficial que se suele contar en su biografía relata que, cuando finalizaron sus actuaciones los jóvenes que habían participado en el festival y mientras el jurado aun estaba discutiendo los resultados, Sandra le dijo a su madre que tenía que ir al baño, se levantó, se fue al escenario, le dijo al DJ que pusiera una versión en alemán de una canción de Olivia Newton-John, agarró el micrófono y se puso a cantar. Entre el público había un productor musical cazatalentos para el apartado discográfico de la corporación química alemana BASF. Estuvo impresionado por el talento, la autoconfianza y el carisma de la joven, y al final del día, esta se encontró con el ofrecimiento de un contrato de grabación.
Sin embargo, en una primera entrevista de Sandra para un artículo de la revista Pop/Rocky de 1976 [sic], esta había declarado:

Las actuaciones en el escenario estaban siendo un poco atroces, por lo que no podía quedarme quieta en mi silla. Le dije a mi madre que yo también sabía actuar e incluso mejor que ellos. Mi madre trató de calmarme, pero no lo conseguía. Le pregunté si me dejaba ir junto al presentador para pedirle permiso si podía cantar fuera de concurso. Mi madre me dijo que estaba loca, pero se fue finalmente a hacer la consulta al presentador. Yo estaba sentada en mi silla toda emocionada. ¿Lo permitiría, o no? Instantes después, el presentador se acercó al escenario y dijo al micrófono: «Señoras y caballeros, entre vosotros hay una chica de 13 años que estaría feliz de subir al escenario y cantar algo para ustedes. ¿Estarían de acuerdo con ello?» El público prorrumpió en un aplauso entusiasmado, mi corazón saltó de alegría, corrí hasta el escenario, saludé y empecé a cantar la canción «Er gehört zu mir», de Marianne Rosenberg. No tuve miedo escénico ni temblor de piernas, simplemente canté. ¡Y luego el aplauso, era maravilloso! Regresé feliz a mi asiento. Vi a mi madre cómo guardaba un pañuelo todo retorcido y arrugado, por lo que supuse que había estado incluso mas entusiasmada que yo. Después de unos días nos llamó un señor al teléfono, comunicándonos que era un productor discográfico y que quería grabar un sencillo conmigo...

En ese artículo declaró además que su segundo sencillo debía ser una versión de una canción de Olivia Newton-John.

## Contenido lírico
La letra de «Andy mein Freund» (en español, «Andy, mi amigo»), escrita por Gerd Schille, responsable también de la composición musical, tenía a la intérprete como protagonista al comunicarle a su perro mascota llamado Andy —nombre basado en la del perro que la cantante tuvo en esos días— lo feliz que se sentía al poderlo tener cerca de ella cada día que volvía desde la escuela a su casa.

## Recepción
«Andy mein Freund» no tuvo la suficiente promoción —probablemente a la decisión tomada por BASF de cancelar sus actividades musicales— y se quedó en una edición desconocida abocada al fracaso, lo que supuso para la joven Sandra tener que volver a su vida habitual anterior, centrada en acabar sus estudios escolares. El sencillo circuló entre allegados y amigos de la familia y se tomó más como una curiosidad que como un intento serio de poder convertirse en una estrella musical por parte de la cantante.

## Sencillo
- Vinilo, 7"

| Lado A |                    |              |              |          |  |
| N.º    | Título             | Escritor(es) | Productor    | Duración |  |
| 1.     | «Andy mein Freund» | Gerd Schille | George Roman | 3:54     |  |

| Lado B |                         |              |              |          |  |
| N.º    | Título                  | Escritor(es) | Productor    | Duración |  |
| 1.     | «Ich bin noch ein Kind» | Gerd Schille | George Roman | 3:56     |  |

## Créditos y personal
Personal implicado en la grabación de «Andy mein Freund»:
- Sandra Ann: voz
- Gerd Schille: composición
- George Roman: productor
- Udo Schwendler: arreglos

Créditos adaptados de Discogs.